# 조너선 스카프
조너선 스카프(영어: Jonathan Scarfe, 1975년 12월 16일 ~ )는 캐나다의 배우이다. 토론토에서 태어났다. 아버지는 배우인 앨런 스카프이다.

## 출연 작품
- 더 이퀄라이저 2 (2018년)
- 드류 피터슨: 언터처블 (2012년)
- 원 앵그리 주러 (2010년)
- 라디오 프리 앨브무스 (2010년)
- 바이퍼스 (2008년) - 칼 테일러 역
- 더 포잇 (2007년)
- 캐롤라이나 문 (2007년)
- 워크 앤 더 글로리 3 (2006년)
- 인투 더 웨스트 (2005년)
- 워크 앤 더 글로리 2 - 아메리칸 자이언 (2005년) - 조셉 스미스 역
- 유다 (2004년)
- 워크 앤 더 글로리 (2004년)
- 슬랩 샷 2 (2002년)
- 저격자 (2002년)
- 코드 네임 피닉스 (1999년)
- 레저 이블 (1998년)
- 부기 보이 (1997년)
- Dead Innocent (1997)

### 텔레비전
- 반 헬싱 (2016년)
- 헬 온 휠즈 4
- 퍼셉션 시즌1
- 제3의 눈 (1995년)
- 테크워 2 (1994년)
- ER (1994년)
- 로보캅 - TV 시리즈 (1994년)

## 같이 보기
- 캐나다의 배우 목록